# 维拉尔-迪安多里纽
维拉尔-迪安多里纽是葡萄牙波尔图区的一个堂区。总面积6.52平方公里，总人口16710人，人口密度2562.9人/平方公里。